# (3400) Aotearoa
(3400) Aotearoa ist ein Asteroid des Hauptgürtels, der am 2. April 1981 von den neuseeländischen Astronomen Alan C. Gilmore und Pamela Margaret Kilmartin am Mt John University Observatory (IAU-Code 474) entdeckt wurde.
Der Asteroid wurde nach dem Māori-Wort für Neuseeland benannt.